# 블록아일랜드 전투

블록아일랜드의 1779년 지도

블록아일랜드 전투(Battle of Block Island)는 미국 독립 전쟁 중 로드아일랜드주 해역에서 벌어진 해군 전투였다. 에섹 홉킨스 제독이 지휘하는 대륙해군은 나소에 대한 성공적인 공습에서 돌아오던 중 영국 왕립 해군 파견선인 HMS 글래스고호를 마주쳤다.
글래스고호는 7척의 함선에서 탈출했지만 상당한 피해를 입었고, 이 전투는 영국의 승리로 간주된다. 대륙 함대의 여러 함장은 전투 중의 행동에 대해 비판을 받았고, 그 결과 한 명은 결국 해고되었다. 홉킨스 제독은 압수된 물품의 분배를 포함한 순항과 관련된 다른 행동에 대해 비판을 받았고, 또한 해고되었다.

## 같이 보기
- 미국 독립 전쟁